# Lars Bo
Lars Bo (* 29. Mai 1924 als Lars Bo Jørgensen in Kolding; † 21. Oktober 1999 in Paris) war ein dänischer Zeichner und Autor. Lars Bo ist besonders für grafische Werke mit vom Surrealismus inspirierten phantastischen Motiven bekannt.

## Leben und Werk
Lars Bo war von 1939 bis 1940 bei dem Maler P. Rostrup Bojesen am Staatlichen Kunstmuseum Kopenhagen tätig und besuchte von 1941 bis 1943 die Kunstgewerbeschule (Kunsthåndværkerskolen) Kopenhagen. Während dieser Zeit begann er, sich in der Widerstandsbewegung gegen die deutsche Besatzung zu engagieren und war im letzten Kriegsjahr Mitglied der Odenser Widerstandsgruppe.
Nach dem Krieg reiste er erst einmal kreuz und quer durch Europa und ließ sich dann in Paris nieder. Dort war er zunächst als Zeichner und Buchillustrator tätig. Er war befreundet mit dem Graveur Albert Flacon sowie mit Johnny Friedlaender, einem der Wegbereiter der modernen Farbradierung, die in Paris ein Grafikatelier betrieben; dort entstanden auch seine ersten Radierungen.
Bekannt wurde Bo durch seine Farbradierungen, von denen nach 1959 mehr als 400 entstanden, die in den meisten europäischen Ländern, Amerika, Japan und Hongkong in Ausstellungen zu sehen waren. Seine Bilder befinden sich in zahlreichen Privatsammlungen und Museen. Inspiriert durch die schottische Landschaft entstand in den Jahren 1983 und 1964 eine Serie von Radierungen, die ihm internationale Anerkennung brachte. Bo schrieb Bücher und illustrierte Märchen-Ausgaben von Hans Christian Andersen; für die Gestaltung des Märchens Die Schneekönigin wurde er 1969 in Bratislava mit einer Goldmedaille geehrt; seine Ausgabe von Der Wandergefährte erschien 1983 auch in deutscher Übersetzung. 1977 erhielt er in Frankreich den „1. Prix de la Critique“ und 1983 von der Stadt Paris einen Ehrenwohnsitz. Pierre Lübecker urteilte in einem Artikel der dänischen Zeitung Politiken, dass seine Grafik die Phantasie anspreche, „weil die Welt, die sie birgt, so abwechslungsreich ist und weil das, was in ihr geschieht, sich nicht voraussagen lässt“.

## Ausstellungen (Auswahl)

### Einzelausstellungen
- 1961: Galerie des Peintres-Graveurs, Paris
- 1967: Yoseido Gallery, Tokio
- 1968: Haus der Künstler – Kunstnernes Hus, Oslo
- 1971: Kunstmuseum Aarhus
- 1972: Schloss Sophienholm, Frederiksdal
- 1982: Gulbenkian Museum, Lissabon

### Gruppenausstellungen
- 1951: Dänische Künstler in Frankreich, Paris
- 1958: Schloss Charlottenborg
- 1959: Biennale von Paris
- 1962: Biennale von Tokio

## Buchveröffentlichungen
- En underlig dreng. Erindringer fra en fredelig barndom og en ungdom under besættelsen. Lindhardt og Ringhof, Kopenhagen 1995, ISBN 87-595-0516-8
- Månefuglen. Roman. Lindhardt og Ringhof, Kopenhagen 1990, ISBN 87-595-0073-5
- Illustrationen zu: H.C. Andersen: Den lille havfrue. Carlsen, Kopenhagen 1995, ISBN 87-562-6656-1
- Illustrationen zu: H.C. Andersen: Rejsekammerater. Carlsen, Kopenhagen 1983 (Deutsch: Der Wandergefährte. Carlsen, Reinbek 1983, ISBN 3-551-45202-4)
- Afrikas øjne. En jagtdagbog. Carit Andersen, Kopenhagen 1974
- Det gode skib „Håbet“. Carit Andersen, Kopenhagen 1971
- Illustrationen zu: H.C. Andersen: Snedronningen. Et eventyr i syv historier. Illustrationsforlaget, Kopenhagen 1967
- Illustrationen zu: Tekster af Robert Giraud, Flemming Madsen og Poul Carit Andersen. Selskabet Bogvennerne, Kopenhagen 1966
- Det vidunderlige hus i Paris. Selskabet Bogvennerne, Kopenhagen 1954